# باندیارا

باندیارا شهری در شهرستان اوری در استان باله در بورکینافاسوی جنوبی است و جمعیت آن ۴۴۲ نفر است.